# Eriocaulon luzulifolium
Eriocaulon luzulifolium är en gräsväxtart som beskrevs av Carl Friedrich Philipp von Martius. Eriocaulon luzulifolium ingår i släktet Eriocaulon och familjen Eriocaulaceae. Inga underarter finns listade i Catalogue of Life.